# Bộ Khảm (凵)
Bộ Khảm (凵) là một trong 23 bộ thủ được cấu tạo từ 2 nét trong tổng số 214 Bộ thủ Khang Hy. Bộ thủ này xuất hiện với tần suất thấp.
Chữ 凵 không xuất hiện như là một ký tự riêng. Những ý nghĩa của nó bao gồm "Há miệng", "đồ đựng cơm ngày xưa",... Ngày nay, bộ này không giúp người ta có thể nhận ra nghĩa cũng như cách phát âm của những chữ sử dụng nó, mà chỉ là một thành phần của những chữ sau đây:
- 凶 "hung": ác, tàn bạo
- 出 "xuất": Ra, mở ra, rời bỏ
- 函 "hàm": "cái hộp, vỏ bọc ngoài"

## Chữ sử dụng bộ Khảm (凵)

Great seal script character
Small seal script character

| Số nét | Chữ            |
| ------ | -------------- |
| 2 nét  | 凵             |
| 4 nét  | 凶             |
| 5 nét  | 凷 凸 凹 出 击 |
| 6 nét  | 凼             |
| 8 nét  | 函             |
| 9 nét  | 凾 画          |
| 12 nét | 凿             |